# Посвящённый (мафия)
В американской и сицилийской мафии посвящённый (англ. made man) — это полноценный член мафии. Чтобы стать «посвящённым», необходимо быть соучастником (низшая ступень в иерархии мафии), и получить поддержку другого посвящённого. Новичок должен будет пройти ритуал: проколоть себе руку и оставить мазок крови на изображениях ликов святых, а также поклясться соблюдать омерту, «кодекс чести» мафии. На церемонии посвящения обязательно должен присутствовать босс. После церемонии соучастник становится «состоявшимся мужчиной» и получает звание «солдата» (итал. soldato) в иерархии мафии. Посвящённые — единственные, кто может подняться по служебной лестнице мафии, от солдата до босса.

## Наименование
Есть и другие обозначения членов мафии: «человек чести» (итал. uomo d'onore), «уважаемый человек» (итал. uomo di rispetto), «один из нас», «наш друг» (итал. amico nostro), «славный парень» и «умник»; хотя последние два термина также могут применяться к непосвященным сообщникам, которые тесно сотрудничают с мафией, а не только к официальным членам. Зарабатывать или делать свои «кости» или «кнопки» или становиться «кнопочным человеком» (киллер на контракте) для мафии обычно является синонимом того, чтобы стать посвящённым».
Другие уличные термины для посвящения в мафию включают «исправление» или «крещение», а также получение «значка». «Книги открыты» — это фраза, используемая мафией для обозначения того, что конкретная мафиозная семья готова принять новых членов. Напротив, если семья не желает или не может принимать новых членов, «книги закрываются». На Сицилии правильным термином для члена сицилийской мафии является «человек чести» (итал. uomo d'onore или сиц. omu d'onuri). Мафиози — это общий термин, используемый в разговорной речи, а также в прессе и научных работах, но обычно не используются самими членами американской и сицилийской мафии.

## Обзор
Традиционно в американской мафии, чтобы стать посвящённым, необходимо было быть мужчиной полного сицилийского происхождения, но со временем посвящать стали и мужчин полного итальянского происхождения, а затем и мужчин, являвшихся итальянцами по отцу. Например, партнёр семьи Луккезе Генри Хилл, известный по фильму 1990 года «Славные парни», не смог стать посвящённым, несмотря на свою длительную карьеру в мафии и сицилийское происхождение матери, потому что его отец был ирландцем. По словам Сальваторе Витале, бывшего младшего босса семьи Боннано, на заседании Комиссии в 2000 году было решено восстановить правило, требующее, чтобы оба родителя были итальянского происхождения.
Тем не менее, известны люди, сумевшими добиться посвящения, не имея полного итальянского происхождения. Среди них Джон А. Готти, сын Джона Готти, босса семьи Гамбино в 1986—1992 годах, чья бабушка по материнской линии была русской, и Фрэнк Салемме из новоанглийской семьи Патриарка, мать которого была ирландского происхождения. Известны также примеры, когда люди скрывали своё неитальянское происхождение, чтобы стать «посвящёнными», как в случае с солдатом семьи Скарфо Эндрю Томасом ДельДжорно, который сумел скрыть своё польское происхождение по материнской линии и поэтому был принят в филадельфийскую семью.
Исторически сложилось так, что мужчины североитальянского происхождения считались неприемлемыми для членства в американской мафии, потому что сицилийские и другие итальянские преступные группировки возникли в Южной Италии. Капо семьи Коломбо Грегори Скарпа чуть не был лишен членства в американской Коза ностра, потому что его семья была родом из североитальянской провинции Венето. Однако его способности зарабатывать деньги и готовность к насилию убедили руководство семьи Коломбо ввести его в клан.
Партнёр семьи, который работал в правоохранительных органов в любом качестве или даже посещал или подал заявку на участие в программе обучения сотрудников правоохранительных органов, обычно не может стать членом мафии. Например, Генри Борелли, член банды Роя Демео, не смог стать посвящённым в семье Гамбино, поскольку в начале 1970-х сдал вступительные экзамены в полицейское управление Нью-Йорка. Заместитель босса семьи Бонанно Сальваторе Витале был «посвящён» только потому, что его шурин и будущий босс Джозеф Массино сумел скрыть предыдущую работу родственника в качестве сотрудника исправительного учреждения.
Единственным исключением из этого правила является солдат семьи Скарфо Рон Превайт, который был бывшим (хотя и коррумпированным) сотрудником полиции Филадельфии. Кроме того, коррумпированные детективы полиции Нью-Йорка Луи Эпполито и Стивен Каракаппа, хотя и не стали официально членами мафии, выполняли обязанности для семьи Луккезе, эквивалентные обязанностям солдата.
Некоторые были признаны недостойными вступления в Коза ностру из-за несоответствия определённым стандартам. Так, ростовщик и убийца «Безумный Сэм» ДеСтефано был психически неуравновешенным садистом, который получал удовольствие от пыток и убийств. В Чикагской семье его терпели за способность зарабатывать деньги, но так и не посвятили, опасаясь, что его странное поведение принесёт слишком много огласки.
Часто от сообщника для посвящения требуется выполнить ряд задач, таких как совершение убийства. Традиционно это правило применялось для доказательства лояльности к семье. В наше время это также служит для того, чтобы показать, что человек не является агентом правоохранительных органов под прикрытием. Согласно традиционным правилам, любые убийства, совершенные по личным мотивам, не могут быть использованы для выполнения требования. Совершение первого убийства для семьи называется «склеиванием костей» или получением «кнопки», таким образом, совершивший его становиться «кнопочным человеком» (button man).
Одним из результате знаменитого Аппалачинского совещания мафии в 1957 году стало «закрытие книг», прекращение приёма новых членов. Посвящения возобновились только в 1976 году.

## Церемония посвящения
Чтобы стать посвящённым, соучастник должен сначала получить поддержку от действующего члена мафии. Согласно отчётам агента ФБР Джо Пистоне, у соучастника теперь должно быть как минимум два покровителя, один из которых должен быть знаком с ним в течение 10—15 лет. Покровитель не только рекомендует нового члена мафии, но и ручается за его надёжность и способности. Хотя капо и другие высокопоставленные члены семьи должны будут высказать своё мнение о кандидате, в конечном итоге решение остаётся за боссом семьи, в которую он будет введён.
Когда семья «открывает книги» (принимает новых членов), соучастнику звонят и говорят, чтобы он подготовился и оделся. Затем его доставляют в комнату, где будет проходить церемония, в одиночку или с другими принятыми кандидатами. Новичок должен поклясться соблюдать омерту, кодекс «чести» мафии. Хотя церемония варьируется от семьи к семье, обычно она включает в себя укол указательного пальца кандидата, после чего он должен капнуть кровью на изображение святого, обычно Франциска Ассизского или Девы Марии, которое затем поджигают. Проходящий посвящение должен держать горящее изображение святого руке и пока оно горит, принести клятву верности своей новой «семье», например: «Как горит этот святой, так будет гореть и моя душа. Я вхожу живым, и мне придётся выйти мертвым».

## Обязанности и привилегии
После церемонии посвящения соучастник становится полноценным членом семьи и получает звание солдата (итал. soldato) в иерархии мафии. Одновременно с этим он получает обязанности и привилегии. Посвящённый пользуется полной защитой и поддержкой семьи до тех пор, пока выполняет распоряжения капо и «администрации», и зарабатывает достаточно денег, часть которых передаётся вверх по иерархии. Посвящённый традиционно считается «неприкасаемым» для других преступников; его обязаны уважать и бояться. Даже нанесение одного удара, не говоря уже об избиении или убийстве, по любой причине без разрешения руководства мафиозной семьи наказывается смертью.
Пример такого рода возмездия приводится в книге Николаса Пиледжи «Умник» (англ. Wiseguy) и в фильме 1990 года «Славные парни». Герой книги и фильма Генри Хилл, соучастник семьи Луккезе, став информатором ФБР, сообщил об обстоятельствах исчезновения Десимоне, Томас, соучастника этого же клана. Предположительно Десимоне был убит семьёй Гамбино за то что без разрешения убил посвящённого Уильяма «Билли Бэттса» Бентвена (члена команды Гамбино во главе с капореджиме Джоном Готти). Однако посвящённого можно убить, если будет предоставлена достаточно веская причина, и руководство мафиозной семьи даст согласие на это.